# Alexandre Vidal Porto
Alexandre José Vidal Porto là một nhà văn người Brazil từng đoạt giải thưởng. Ông là một nhà ngoại giao và có bằng LLM của Trường Luật Harvard.
Alexandre Vidal Porto cũng là một chuyên mục cho tờ báo Folha de S.Paulo của Brazil.